# Орден куртуазных маньеристов

1992. Москва. Дом А. Д. Черткова (Мясницкая, 7). ОКМ на съёмках фильма «За брызгами алмазных струй»

О́рден куртуа́зных маньери́стов — российская поэтическая группа, сформировавшаяся в 1980-е годы и организационно оформившаяся 22 декабря 1988 года. Первый сборник «Волшебный яд любви» был выпущен в 1989 году.
В названии данной группы использованы два термина: маньеризм — течение в европейском искусстве XVI века, отличающееся напряжённостью образов и манерностью форм, и куртуазность — система правил поведения при дворе в средние века, которая включала куртуазную, то есть возвышенную, любовь к Даме.

## Состав
Первоначально в Орден входили:
- Вадим Степанцов, Великий Магистр
- Александр Бардодым, Чёрный Гранд-Коннетабль
- Дмитрий Быков, Командор (вышел в 1992 году)
- Константэн Григорьев, Командор-Ордалиймейстер и Магический Флюид
- Андрей Добрынин, Великий Приор
- Виктор Пеленягрэ, Архикардинал

Позднее в орден были приняты Александр Севастьянов (канцлер-инквизитор, вступил в 1992, вышел в 1995 году), Александр Скиба, Александр Тенишев и Александр Вулых.
В настоящее время участники ордена заняты в основном сольной карьерой.